# Kostel svatého Václava (České Budějovice)
Kostel svatého Václava se nachází v Kostelní ulici na Pražském předměstí v Českých Budějovicích 3.
Postavený byl v letech 1868–1870 v pseudogotickém stylu, podle projektu Ing. Antonína Schmidta jako seminární kostel pro potřeby studentů Gymnázia Jana Valeriána Jirsíka. Josef Vojtěch Hellich navrhl hlavní oltář a zároveň je i autorem oltářního obrazu sv. Václava. Venkovní fasády jsou členěny plochými hladkými lisenami a pásem štukových kružeb, umístěných pod korunní římsou, závěr kostela je rytmizován hranolovitými opěráky. Lodě i kněžiště osvětlují vysoká hrotitá okna s vitrážovou výplní, pouze nad vstupním portálem je umístěno okno kruhové. Kostel byl konsekrován 28. 9. 1870. V roce 1986 byla dokončena generální oprava a úprava liturgického prostoru.

## Fotogalerie

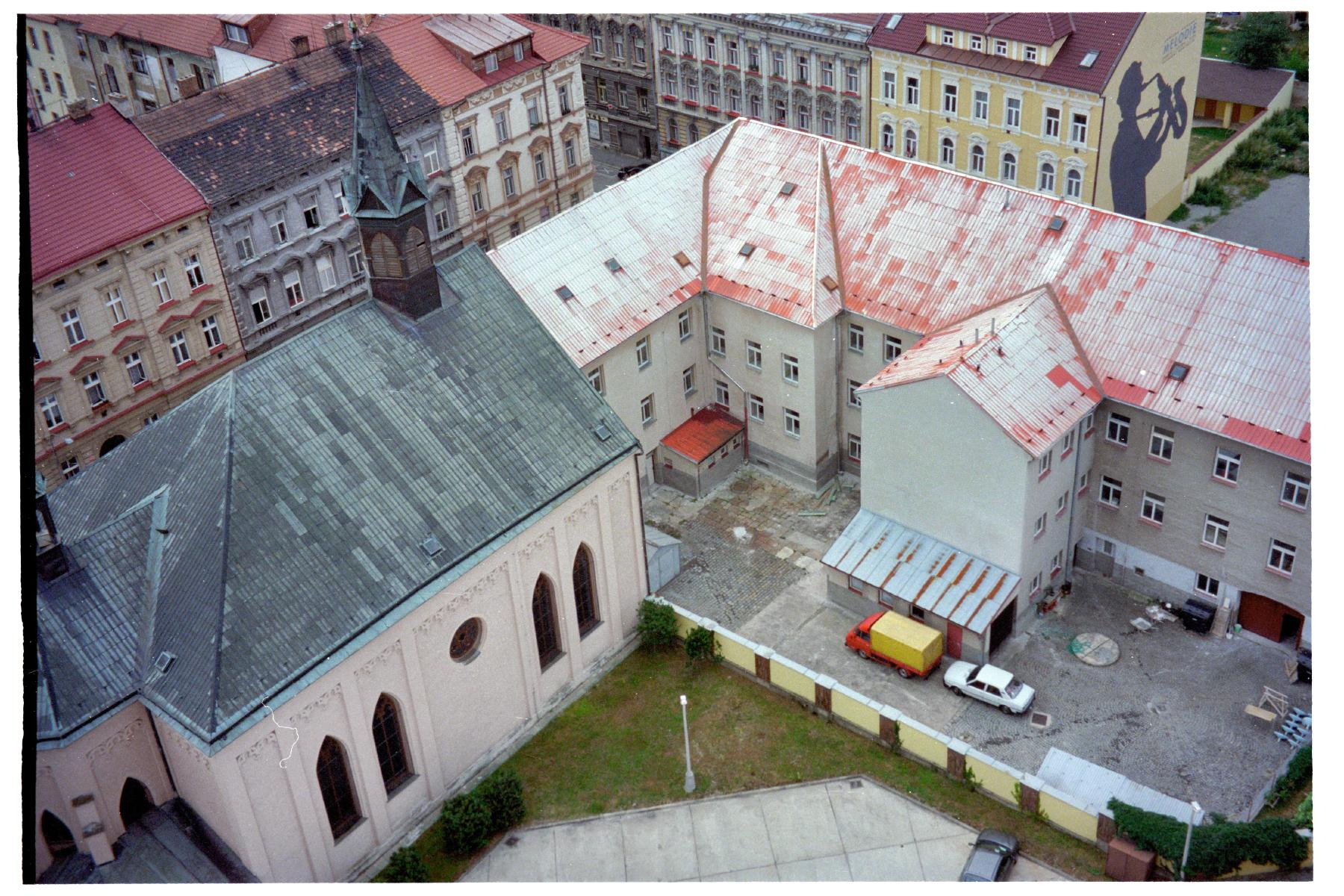
Pohled z hotelu Clarion
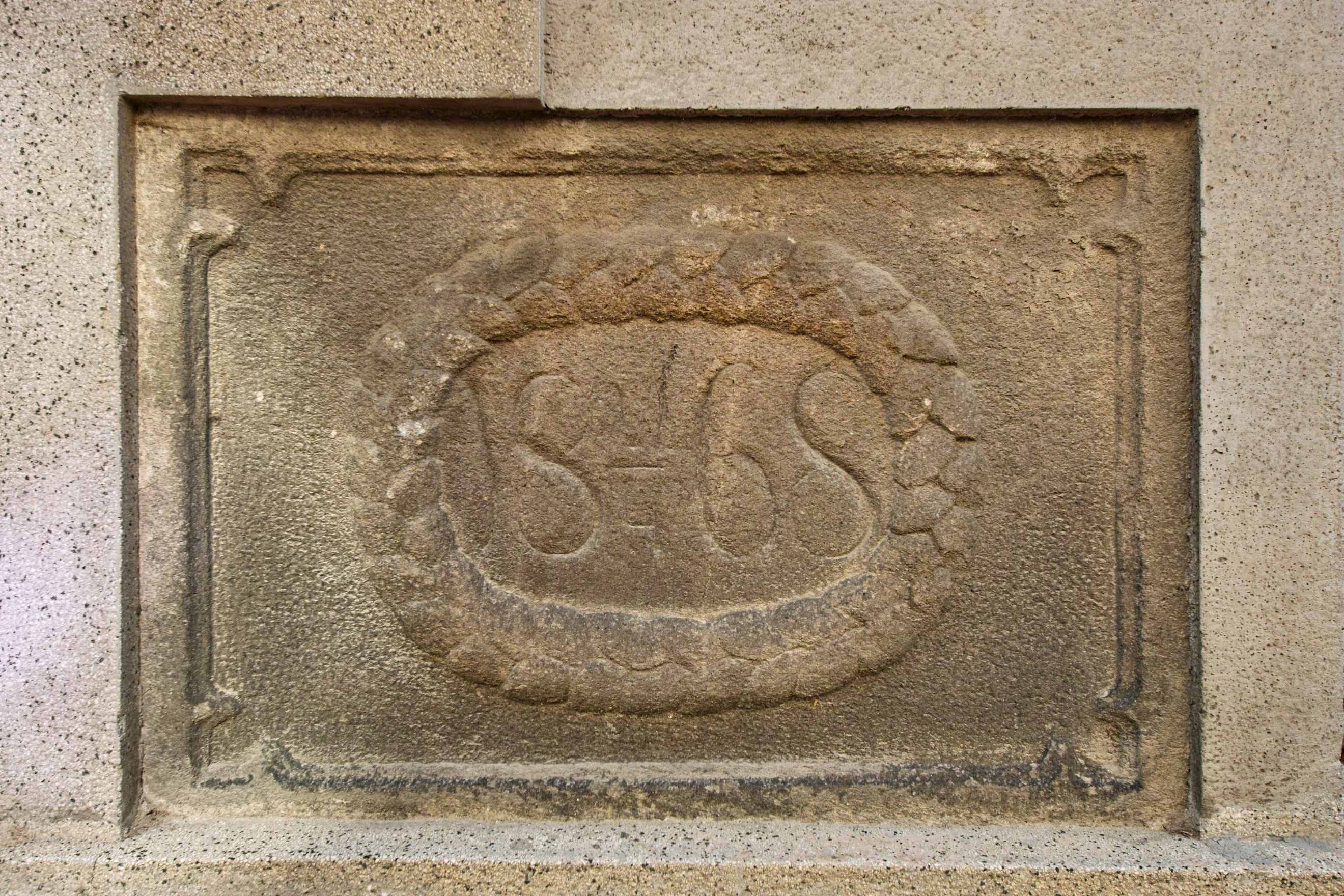
Základní kámen s datací 1868
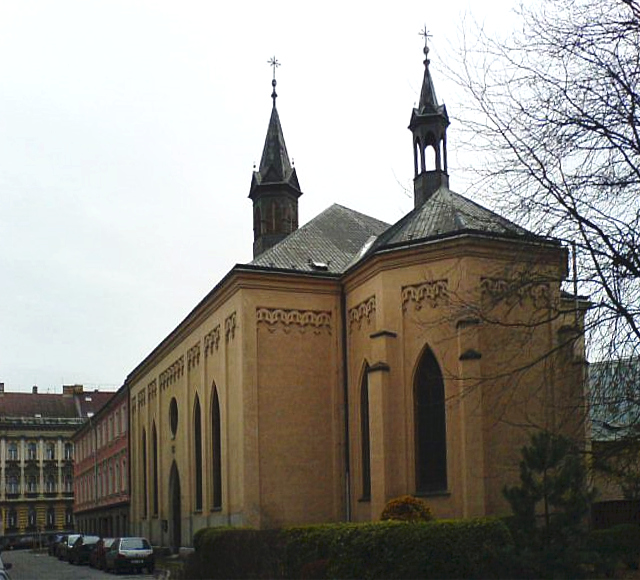